# Gad Lerner
Gad Eitan Lerner, noto semplicemente come Gad Lerner (in ebraico גד איתן לרנר‎?; Beirut, 7 dicembre 1954), è un giornalista, conduttore televisivo e saggista italiano.

## Biografia
Lerner è nato a Beirut, in Libano, il 7 dicembre del 1954 in una famiglia ebraica stabilitasi in Israele. Il padre, Moshé, nacque nell'allora kibbutz di Haifa da genitori ashkenaziti originari di Drohobyč, una cittadina della Galizia (al secolo una provincia dell'Impero austro-ungarico, oggi parte dell'Ucraina), mentre la madre, Revital Taragan, nacque invece a Tel Aviv, ma crebbe in Libano, da Joseph e Zipora Taragan, rispettivamente un ricco mercante turco sefardita e la figlia di due intellettuali lituani ashkenaziti aderenti al movimento politico Hovevei Zion.
Lerner ha vissuto a Milano sin dall'età di tre anni. Nel 1967 ha chiesto la cittadinanza italiana cui aveva diritto in quanto apolide residente stabilmente nel Paese da dieci anni ma la domanda è stata accolta solo nel 1986, dopo quasi 30 anni di soggiorno ininterrotto nel Paese, grazie al primo matrimonio contratto con una cittadina italiana.
Ha frequentato il liceo classico Giovanni Berchet. Si è sposato in seconde nozze con Umberta e ha tre figli. È proprietario di una tenuta in Piemonte, con vigneti dove coltiva uva da vino barbera e nebbiolo. Fin da bambino è tifoso dell'Inter, di cui è stato inviato a San Siro assieme al collega Enrico Mentana presso la trasmissione Quelli che il calcio

## Carriera giornalistica
Comincia l'attività giornalistica nel 1976 nel quotidiano Lotta Continua, organo dell'omonimo movimento politico di sinistra extraparlamentare, fino a diventarne vice-direttore. L'attività nel quotidiano durerà in tutto tre anni, terminando nel 1979. In seguito lavora al quotidiano Il Lavoro di Genova, a Radio Popolare, al quotidiano il manifesto e al settimanale L'Espresso. Il salto di qualità e la fama arrivano con la televisione, con una serie di programmi firmati e condotti in video per Rai 3, tra cui Profondo Nord, la cui scenografia era dominata da una cartina dell'Italia sottosopra, e Milano, Italia, preceduti da un programma di una sola puntata dal titolo Nella tana della Lega, nel quale per primo inizia ad interessarsi e a dare voce al fenomeno politico della Lega Nord, che in quegli anni stava ottenendo i primi successi elettorali in Lombardia ma contava ancora soltanto due parlamentari.
Erano gli anni di Tangentopoli, dell'ascesa della Lega Nord, dell'entrata in politica di Silvio Berlusconi, del governo de L'Ulivo, del Trattato di Maastricht e dell'integrazione europea, e Lerner condusse con una forte impronta personale programmi popolari che vertevano prevalentemente sui temi al centro del dibattito partitico ed economico-finanziario. Tornato alla carta stampata dal 1993 al 1996 è stato vicedirettore de La Stampa, allora diretta da Ezio Mauro, prima di tornare nuovamente in Rai per condurre su Rai 1 e poi su Rai 2, Pinocchio (1997-1999).

### Direzione del TG1
Nell' aprile 2000 ottiene la direzione del TG1, da cui si dimetterà in seguito. Durante il suo breve mandato come direttore del TG1 Lerner fu oggetto di molte critiche, tra cui non avere mandato in onda la penultima intervista del giudice Paolo Borsellino, ucciso in un attentato mafioso otto anni prima; le dimissioni avvengono a seguito delle polemiche scaturite da un servizio sulla pedofilia, contenente immagini pedopornografiche (in realtà foto di minori tratte da una sorta di album sequestrato e consegnato ai cronisti dalla polizia stessa, secondo lo stesso Lerner, e solo per pochi istanti), mandato in onda nell'edizione di prima serata del giornale contro un preciso divieto del giornalista stesso. Nel discorso che tiene in TV con cui rassegna le dimissioni il giornalista afferma di essere stato colpevolmente disattento e in chiusura riferisce di un episodio in cui il presidente della Commissione di Vigilanza RAI – Mario Landolfi di Alleanza Nazionale – nel corso di un pranzo gli avrebbe chiesto di "sistemare" una persona passandogli un biglietto. Landolfi ammette di aver agito in modo "inopportuno" e allo stesso tempo querela Gad Lerner per diffamazione. I giudici assolveranno Gad Lerner ritenendo che «la risposta critica e pubblica del dottor Lerner fosse forte ma legittima».

### La7
Nel 2001 passa a LA7 (ex Telemontecarlo), dove, per un breve periodo, assume l'incarico di direttore dei notiziari. Ė l'ultimo direttore delle vecchie TMC News e primo direttore del nuovo TG LA7. Per qualche anno scrive come editorialista sul Corriere della Sera. Sempre su LA7 conduce il programma di approfondimento L'infedele, è un ascoltato consulente sui temi della comunicazione per personalità politiche, collabora al quotidiano la Repubblica, ai settimanali Vanity Fair Italia e Nigrizia. Nel luglio 2010 la portavoce del governo siriano ha negato a Gad Lerner la possibilità di ottenere un visto per visitare la Siria, nonostante la sua collega Alix Van Buren abbia cercato di metterlo in ottima luce: «Difende spesso le comunità musulmane in Italia e il loro diritto di avere le moschee [...] [è un] ebreo indipendente (cioè non appartiene a nessuna lobby) [...], uno dei firmatari dell'appello scritto da un gruppo di ebrei europei contrario alle politiche del governo israeliano presieduto da Benjamin Netanyahu».
È autore di alcuni libri, tra cui Operai, del 1988, Il millennio dell'odio, del 2000 e Tu sei un bastardo, pamphlet sul meticciato sociale e culturale dell'epoca odierna. Nel libro Scintille (2009) parla del suo ritorno ai luoghi di famiglia: l'Ucraina e il Libano. Con il libro ha ricevuto una candidatura al premio Alabarda d'oro 2010. Dopo la chiusura de L'infedele, nel dicembre 2012, Lerner passa a condurre il nuovo programma di LA7 Zeta, a partire dal 25 gennaio 2013 nella seconda serata del venerdì.

### Addio a La7 ela Repubblica
Il 9 luglio 2013, con un post apparso sul suo blog, il giornalista ha ufficializzato l'addio a LA7, dopo 12 anni di collaborazione. Nei primi mesi del 2014 approda a La EFFE, prima con alcuni speciali televisivi, poi con una vera e propria trasmissione dal titolo Fischia il vento.
Il 9 giugno 2015 decide di lasciare la Repubblica perché non pagato adeguatamente, interrompendo così un rapporto di lavoro con il quotidiano che durava dal 2005.

### Ritorno alla Rai
Nel 2017 Gad Lerner torna a lavorare alla Rai con il programma Operai, in onda su Rai 3 in seconda serata. Il programma, suddiviso in un corpo di sei puntate, è stato scritto dallo stesso Lerner a quattro mani con Laura Gnocchi. Si tratta di un'inchiesta sul mondo del lavoro nella società contemporanea.
Nel 2018 conduce La difesa della razza, un programma di inchiesta giornalistica sulle nuove forme di razzismo presenti in Italia, in onda su Rai 3 in prima serata. Il titolo del programma si ispira all'omonima rivista italiana di ispirazione razzista e antisemita in concomitanza con l'anniversario degli 80 anni dalla pubblicazione in Italia delle leggi razziali fasciste, nel 1938, durante il regime fascista.
Il 3 giugno 2019 inizia un nuovo programma, L'approdo, sempre in onda su Rai 3. Il programma è suddiviso in cinque puntate ed esplora la realtà sociale e politica italiana. Il ritorno di Gad Lerner alla Rai ha sollevato critiche da parte del segretario della Lega, Matteo Salvini, e del consigliere Rai in quota Fratelli d'Italia Giampaolo Rossi. Nonostante le polemiche, la prima puntata della trasmissione si rivela un successo, registrando più di un milione di spettatori e il 7,4% di share.

### Breve ritorno ala Repubblicae approdo aIl Fatto Quotidiano
Il 10 aprile 2019 Lerner annuncia il ritorno a la Repubblica. Tuttavia, in seguito alla rimozione di Carlo Verdelli dalla direzione del quotidiano, Lerner interrompe nuovamente la collaborazione. Il 26 maggio 2020 inizia a scrivere su Il Fatto Quotidiano.

### Addio aIl Fatto Quotidiano
Dopo una collaborazione di 5 anni con il quotidiano diretto da Marco Travaglio, il 21 aprile 2025 Gad Lerner comunica attraverso i suoi canali social l'interruzione della collaborazione con il Fatto Quotidiano. Tra le motivazioni con cui il giornalista di origine libanese lascia la redazione si fa riferimento ad "una distanza sempre più marcata rispetto alla linea del giornale, in particolare per l’indulgenza – secondo Lerner – nei confronti dell’ascesa delle destre nazionaliste e autoritarie: da Trump a Putin, fino a casi più vicini a noi”.

## Attività politica
Oltre alla militanza in Lotta Continua, ha al suo attivo alcuni incarichi politici. Nelle elezioni politiche italiane 2006 ha dichiarato in una lettera a Europa il suo voto a Democrazia è Libertà - La Margherita. È stato attivo nel Partito Democratico, essendone stato membro del Comitato promotore 14 ottobre e della Commissione per l'Etica dell'Assemblea Costituente Nazionale. È stato coordinatore del PD di Cerrina (nel Monferrato casalese, in provincia di Alessandria). Nel marzo 2013, in seguito alle elezioni politiche, insieme a molti altri suoi colleghi, ha aderito al progetto "Riparte il futuro", firmando la petizione che ha lo scopo di revisionare la legge anti-corruzione modificando la norma sullo scambio elettorale politico-mafioso (416 ter) entro i primi cento giorni di attività parlamentare.
Il 23 agosto 2017 ha annunciato in un editoriale su Nigrizia le sue dimissioni dal Partito Democratico a causa di contrasti con il partito per la gestione della politica migratoria.

## Procedimenti giudiziari
Nel 2010 è stato querelato per diffamazione dal padre Moshè che si è sentito danneggiato per quanto il figlio ha scritto su di lui nel libro Scintille. Tuttavia la Procura della Repubblica di Milano dopo le indagini svolte ha archiviato la querela, in quanto il pubblico ministero ha motivato che la "terminologia molto forte" contenuta nel libro "scaturisce" da "un profondo dolore causato da una delusione nei confronti della figura paterna" e Gad Lerner ha diritto ad "una libera esposizione di quanto è accaduto nella sfera della sua vita familiare".

## Scrittore
Il suo libro Scintille. Una storia di anime vagabonde, del 2009, ha ottenuto il Premio Selezione Campiello e il Premio Cesare Pavese entrambi nel 2010.

### Opere
- Agenda rossa 1978. A dieci anni dalla rivolta degli studenti. In 365 voci: gli avvenimenti del '68, le sue premesse, le sue conseguenze; le vicende e le idee del movimento del '77, con Luigi Manconi e Marino Sinibaldi (a cura di), Roma, Savelli, 1977.
- Uno strano movimento di strani studenti. Composizione, politica e cultura dei non garantiti, con Luigi Manconi e Marino Sinibaldi, Milano, Feltrinelli, 1978.
- Operai. Viaggio all'interno della Fiat. La vita, le case, le fabbriche di una classe che non c'e più, Milano, Feltrinelli, 1988, ISBN 88-07-11018-0; Collana UEF, Milano, Feltrinelli, 2010, ISBN 978-88-07-72213-4.
- Maledetti giornalisti, con Goffredo Fofi e Michele Serra, Roma, E/O, 1997, ISBN 88-7641-329-4.
- Crociate. Il millennio dell'odio, in Appendice Il "mea culpa" della Chiesa, una discussione con Franco Cardini, Collana Saggi italiani, Milano, Rizzoli, 2000, ISBN 88-17-86596-6; ediz. aggiornata, Milano, BUR, 2016, ISBN 978-88-170-9074-2.
- Martiri e assassini. Il nostro Medioevo contemporaneo, con Franco Cardini, Collana Saggi italiani, Milano, Rizzoli, 2001, ISBN 88-17-86986-4.
- Cammini di liberazione. Dalla colpa alla responsabilità, con Giancarlo Caselli, Massimo Bubola e Lella Costa, Milano, Edizioni Paoline, 2001, ISBN 88-315-2154-3.
- Abramo e il naziskin, in Francesco Antonioli (a cura di), La Bibbia dei non credenti. Protagonisti della vita italiana sfidano il Libro dei libri, Casale Monferrato, Piemme, 2002, ISBN 88-384-6504-5.
- Tu sei un bastardo. Contro l'abuso delle identità, Milano, Feltrinelli, 2005, ISBN 978-88-078-4060-9.
- Il martirio, in Patrizia Pozzi (a cura di), Atti dei convegni: Il martirio nell'esperienza religiosa di ebrei, cristiani e musulmani, 13 novembre 2002; Le religioni nella costruzione dell'unità europea, 16 marzo 2004, Milano, Mimesis, 2005, ISBN 88-8483-116-4.
- Religioni e Costituzione europea, in Patrizia Pozzi (a cura di), Atti dei convegni: Il martirio nell'esperienza religiosa di ebrei, cristiani e musulmani, 13 novembre 2002; Le religioni nella costruzione dell'unità europea, 16 marzo 2004, Milano, Mimesis, 2005, ISBN 88-8483-116-4.
- Scintille. Una storia di anime vagabonde, Collana Serie bianca, Milano, Feltrinelli, 2009, ISBN 978-88-07-17178-9.
- Identità plurali, Roma, Aliberti, 2011, ISBN 978-88-7424-691-5.
- Concetta. Una storia operaia, Collana Serie bianca, Milano, Feltrinelli, 2017, ISBN 978-88-071-7334-9.
- Noi, partigiani. Memoriale della Resistenza italiana, a cura di G. Lerner e Laura Gnocchi, Collana Varia, Milano, Feltrinelli, 2020, ISBN 978-88-074-9275-4.
- L'infedele. Una storia di ribelli e padroni, Collana Varia, Milano, Feltrinelli, 2020, ISBN 978-88-074-9294-5.
- Noi, ragazzi della libertà: I partigiani raccontano, a cura di G. Lerner e Laura Gnocchi, Feltrinelli Kids. Saggistica narrata, Milano, Feltrinelli, 2021, ISBN 978-88-588-4293-5.
- Giornalisti da marciapiede. Intervista a cura di Elena Ciccarello, Edizioni Gruppo Abele, 2022, ISBN 978-88-657-9313-8.
- Gaza. Odio e amore per Israele, Collana Scintille, Milano, Feltrinelli, 2024, ISBN 978-88-071-7450-6.

## Conduzioni televisive
- Profondo Nord (Rai 3, 1991-1992)
- Milano, Italia (Rai 3, 1992-1993)
- Speciale Somalia - L'onore e il disonore (Rai 1, 1997)
- Pinocchio (Rai 1, 1997-1998, Rai 2, 1998-2000)
- TG1 (Rai 1, 2000)
- TMC News (Telemontecarlo, 2001)
- TG LA7 (LA7, 2001)
- Diario di guerra (LA7, 2001-2002)
- Otto e mezzo (LA7, 2002, 2005)
- L'infedele (LA7, 2002-2012)
- Zeta (LA7, 2013)
- Fischia il vento (La EFFE, 2014-2015)
- Islam, Italia (Rai 3, 2016)
- Operai (Rai 3, 2017)
- Ricchi e Poveri (Rai 3, 2017)
- La difesa della razza (Rai 3, 2018)
- L'approdo (Rai 3, 2019)
- La scelta - I partigiani raccontano (Rai 3, 2020)

## Premi e riconoscimenti
Premio giornalistico Archivio Disarmo "Colombe d'Oro per la Pace" 2011